# 克尼亞吉尼涅 (傑米季夫卡區)
50°28′44″N 25°21′23″E / 50.47889°N 25.35639°E
克尼亞吉尼涅（烏克蘭語：Княгинине），是烏克蘭西北部的村莊，隸屬里夫內州的杜布諾區。該村始建於1545年，面積18.4平方公里，海拔高度199米，2015年人口448人，人口密度每平方公里27.7人。